# Kappadočtí Řekové
Kappadočtí Řekové (řecky Έλληνες της Καππαδοκίας, Ellines tis Kappadokias) je skupina etnických Řeků původně z maloasijského kraje Kappadokie, ale po výměně obyvatelstva mezi Řeckem a Tureckem byli usazeni v Řecku, hlavně v krajích Makedonii, Thrákii a Attice.

## Dějiny

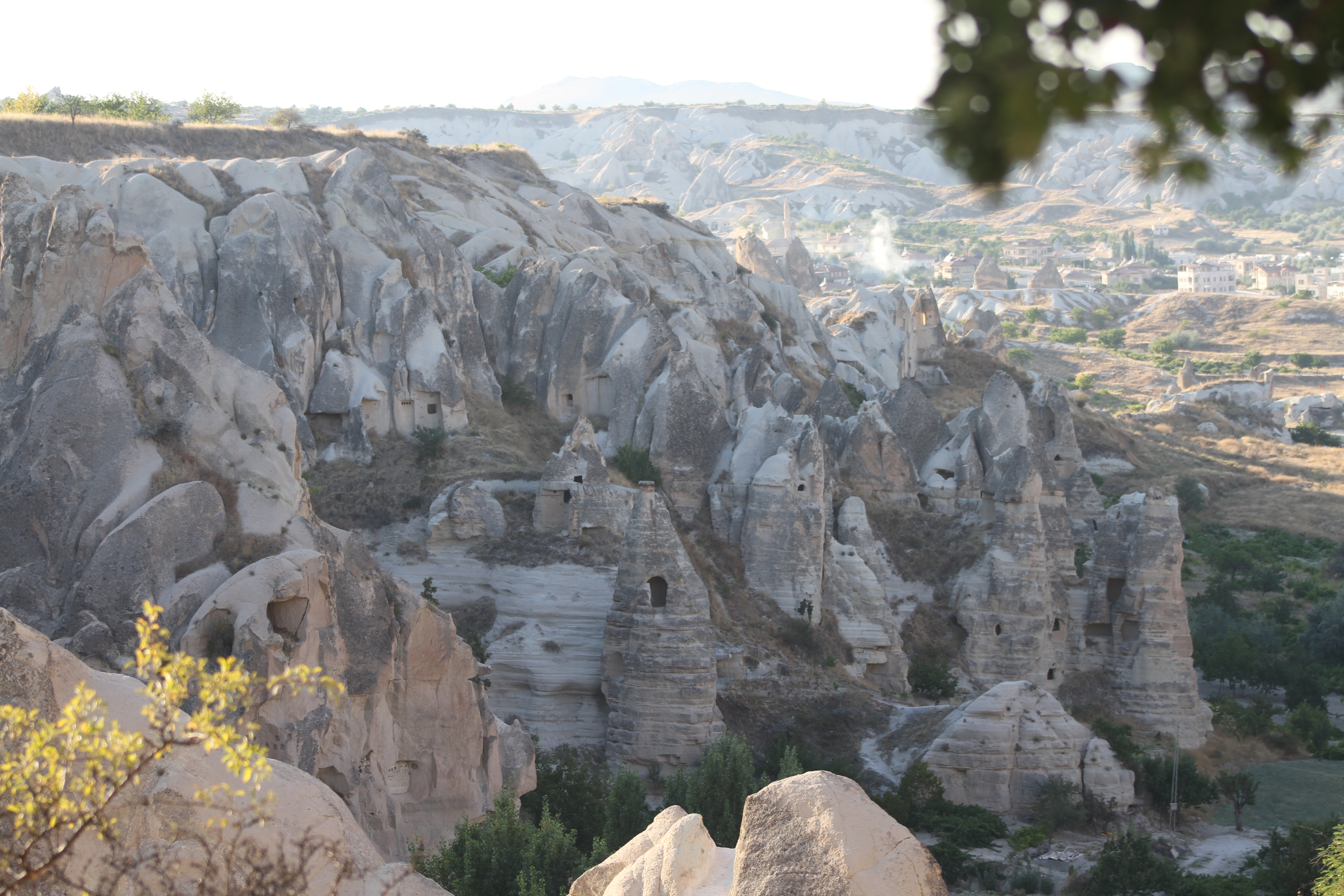
Opuštěné řecké pravoslavné kostely vytesané do kamene, Göreme v Turecku

Řekové přišli do Kappadokie poměrně pozdě ve srovnání s kolonizovaním jiných oblastí Anatolie. Řekové do Kappadokie přicházeli hlavně ve 3. století př. n. l., tedy poté, co Anatolii dobyl Alexandr Veliký. Řečtí kolonizátoři přicházeli z různých končin Řecka a řeckého světa, dostávali půdu na venkově a usazovali se v nově vzniklých a velkých městech. Řekové se následně smísili s původním obyvatelstvem. Je možné, že jisté osady zde založili Řekové ještě v 5. stol. př. n. l., přičemž až do 20. století si zde v některých vesnicích kolem města Kaisareia (Kayseri) tito Řekové udrželi dialekt vycházející z předhelénistického řeckého jazyka. Nejznámější vesnice byla Mysthi, která byla pravděpodobně založena řeckými námořníky kteří byli pozváni do Persie. Potomci obyvatel této vesnice hovoří také dnes v Řecku dialektem se silnými starořeckými prvky.
Během následujícího římského období byla na východě úřední řeč řečtina a v kraji se rychle šířilo křesťanství. V roce 395 se kraj stal součástí řecké Byzance (Východořímská říše), nastával křesťanský rozmach, stavěly se kostely a baziliky a obyvatelstvo mluvilo pouze řecky. Pocházeli odsud církevní biskupové, tzv. Kappadočtí otcové, jako např. svatý Svatý Basil. Obyvatelstvo Kappadokie bylo vystavováno častým vpádům Peršanů a později Arabů, sloužili zde řečtí těžce odění kavaleristé, Akritai. Největší město zde bylo Kaisareia (dnešní Kayseri).
V roce 1071 zde byl císař Roman Diogenes poražen tureckým sultánem Alp-Arslanem a tak se Kappadokie stala součástí Turecké říše, která později ovládla celou Byzanc. Kappadočtí Řekové zůstali separováni od ostatních Řeků a jejich jazyk se vyvíjel samostatně. Mnoho z nich však přestoupilo na islám a poturčilo se, jiní začali mluvit turecky, ale uchovali si ortodoxní víru, potomci těchto lidí jsou dnes tzv. Karamanlidi. Začátkem 20. století žili Řekové v Kappadokii ve městech jako Kaisareia (Kayseri), Prokopio (dn. Urgup), Nevsechir (dn. Nevşehir), Sinassos, Mutalasski, Misthi a v několika vesnicích. V roce 1923 však byli během řecko-turecké výměny obyvatelstva přesídleni do Řecka, kde spolu s pontskými Řeky osídlili převážně Makedonii. Kapadočtí a Pontští Řekové však mluvili pro evropské Řeky těžko srozumitelnými jazyky a tak se museli naučit novořečtinu z Řecka.

## Současnost
Dnes žijí Kappadočtí Řekové především v severořeckých městech a vesnicích, kappadocké čtvrti existují v městech jako Kavala, Larisa, Soluň, Konitsa a v athénských čtvrtích, které po roce 1923 založili Řekové z Anatolie, hlavně Nea Ionia a Kesariani. Není znám jejich přesný počet, předpokládá se, že přibližně 300–400 tisíc Řeků má původ v Kappadokii. Ke kappadockým Řekům se počítají v Řecku i tzv. kappadočtí Karamanlidi, kteří původně mluvili turecky.
Kappadočtí Řekové si stále udržují své starobylé tradice, organizují kulturní festivaly, kde prezentují své tance jako Sei Tata, Dipaša, Choros Leilalum, Choros Mantilion nebo tanec na oslavu sv. Basila, Ai Vasilis. Jejich tradiční hudba je v typických anatolských orientálních rytmech. Mnozí stále komunikují ve svém jazyce kappadocké řečtině, která je však téměř mrtvým jazykem.

## Známí Kappadočtí Řekové
- Aretaios – starořecký lékař
- Sv. Vasilios
- Sv. Grigorios Nazianzinos
- Aristoteles Onassis – řecký lodní magnát
- Arsenios Eznepidis – ortodoxní mnich a filozof 20. století
- Elia Kazan – americký režisér, spisovatel a scenárista